# Psi Velorum
Psi Velorum (ψ Vel / HD 82434 / HR 3786) es una estrella de la constelación Vela (la vela del navío Argo), la octava más brillante de la misma con magnitud aparente +3,6. Se encuentra a 60,5 años luz de distancia del sistema solar.
Psi Velorum es un sistema binario formado por dos estrellas blanco-amarillas de tipo espectral F, no muy distinto a Porrima (γ Virginis) o Diadem (α Comae Berenices). Sin embargo, a diferencia de estos dos sistemas cuyas componentes son prácticamente iguales, Psi Velorum A —la componente principal— tiene magnitud aparente +4,1 mientras que Psi Velorum B tiene magnitud +4,6. Mientras que Psi Velorum A está clasificada como subgigante de tipo F2IV o F3IV, Psi Velorum B aparece catalogada bien como subgigante de tipo F0IV o bien como estrella de la secuencia principal de tipo F0V, implicando que en su interior todavía tiene lugar la fusión del hidrógeno como en el Sol. La componente A tiene una temperatura efectiva de 7130 K, mientras que la componente B, más caliente, tiene una temperatura de 7400 K. Cada una con una masa estimada 1,5 veces la masa solar, en realidad es posible que ambas sean estrellas de la secuencia principal. Además, Psi Velorum B puede ser una estrella variable con una variación de brillo de 0,6 magnitudes.
Visualmente separadas 0,68 segundos de arco, el período orbital del sistema es de 33,99 años. La separación media real de las dos estrellas es de 16 UA, teniendo lugar el periastro (mínima separación) en el año 2037.